# Фельдман, Отто фон
Отто фон Фельдман (нем. Otto von Feldmann; 6 августа 1873, Берлин — 20 мая 1945, Ганновер) — немецкий офицер и политический деятель.

## Биография
Фельдман родился в семье прусского генерал-майора Адольфа фон Фельдмана. Его предки по материнской линии занимали видное положение в Гамбурге, а дядя Йоганнес Люрзен был дипломатом и министром. Старший брат Отто Ганс дослужился до звания генерал-лейтенанта и чина статс-секретаря в имперском министерстве обороны.
Отто фон Фельдман учился в гимназиях Бромберга и Ганновера, а также кадетском училище в Потсдаме и в Грос-Лихтерфельде под Берлином. В 1892 году в звании лейтенанта поступил на службу в 1-ё ганноверский пехотный полк, в 1907 году переведён на службу в генеральный штаб. В 1910—1912 годах командовал ротой в гренадерском полку «Король Фридрих I».
В 1913 году в рамках военной миссии Германии в Османской империи Отто фон Фельдман перешёл на службу в турецкую армию, где поначалу руководил отделом генерального штаба, затем возглавил штаб 1-й армии и впоследствии встал во главе операционного отдела верховного командования турецкой армии. Находясь на этой должности, участвовал в геноциде армян. Вместе с генералом Фридрихом Бронзартом фон Шеллендорфом, начальником генерального штаба османской армии в Стамбуле, он поддерживал контакты с военным министром Турции Энвером-пашой практически на ежедневной основе. После заключения Версальского мирного договора Фельдман ушёл в отставку в звании подполковника.
В 1919 года Фельдман окунулся в политическую деятельность. В 1920—1933 годах он возглавлял земельное отделение Немецкой национальной народной партии. Он возглавил предвыборную кампанию Гинденбурга на выборах рейхспрезидента и руководил секретариатом Гинденбурга после его избрания. Фельдман также избирался депутатом рейхстага.
Фельдман руководил гау Пангерманского союза и входил в состав его правления.